# 스테판 마예프스키
스테판 마예프스키(폴란드어: Stefan Majewski, 1956년 1월 31일, 쿠야비-포모제 주 비드고슈치 ~)는 폴란드의 프로 축구 감독이자 전 선수로, 가장 최근에 엑스트라클라사의 크라코비아에서 단장을 역임했다.

## 클럽 경력
마예프스키는 비드고슈치 출신이다. 그는 그비아즈다 비드고슈치, 자비샤 비드고슈치, 레기아 바르샤바, 카이저슬라우테른(서독), 아르미니아 빌레펠트(서독), 그리고 아폴론 리마솔(키프로스)에서 활약했다.

## 국가대표팀 경력
그는 폴란드 국가대표팀에서 활약한 것으로도 알려져 있는데, 국가대표팀 경기에 총 40번 출전해 4골을 기록했다. 마예프스키는 1982년 월드컵에 참가해 3위에 입성했고, 1986년 월드컵에도 참가했다.

## 감독 경력
마예프스키는 이후 감독으로 활동했는데, 2004년부터 2006년까지 비제프 우치 감독을 역임했다. 2006년 10월 2일부터 2008년 10월 27일까지는 크라코비아를 지도했다. 2009년 9월 18일, 마예프스키는 전임 레오 베인하커르 감독의 해임으로 공석이 된 폴란드 국가대표팀 감독직을 대행했다. 폴란드는 그의 취임 첫 경기인 체코와의 2010년 월드컵 예선전 경기에서 0-2로 패했다. 2009년 10월 29일, 프란치셰크 스무다 감독이 정식 감독으로 취임하면서, 마예프스키의 감독 대행 임기가 끝나게 되었다.

## 수상

### 선수
레기아 바르샤바
- 푸하르 폴스키: 1979–80, 1980–81